# Agromyza chillcotti
Agromyza chillcotti este o specie de muște din genul Agromyza, familia Agromyzidae, descrisă de Spencer în anul 1969.
Este endemică în Ontario. Conform Catalogue of Life specia Agromyza chillcotti nu are subspecii cunoscute.